# Podshkurinski
Podshkurinski (del ruso: Подшкуринский) es un jútor del raión de Kushchóvskaya del krai de Krasnodar, en Rusia. Está situado en la orilla derecha del río Yeya, frente a Shkurinskaya, 20 km al noroeste de Kushchóvskaya y 175 km al norte de Krasnodar, la capital del krai. Tenía 16 habitantes en 2010
Pertenece al municipio Shkurinskoye.